# Rondibilis grisescens
Rondibilis grisescens là một loài bọ cánh cứng trong họ Cerambycidae.